# 行旅死亡人
行旅死亡人（こうりょしぼうにん）とは、日本において、行旅中死亡し引き取り手が存在しない死者を指す言葉で、行き倒れている人の身分を表す法律上の呼称でもある。また、本人の氏名または本籍地・住所などが判明せず、かつ遺体の引き取り手が存在しない死者も行旅死亡人と見なす。「行旅」とあるが、その定義から必ずしも旅行中の死者であるとは限らない。なお、「行路死亡人」は誤り。

## 概要
行旅死亡人は該当する法律である行旅病人及行旅死亡人取扱法により、死亡推定日時や発見された場所、所持品や外見などの特徴などが市町村長名義にて、官報に掲載され公告される。
行旅死亡人となると地方公共団体が遺体を火葬し遺骨として保存、官報の公告で引き取り手を待つ事となる。行旅死亡人の取扱いに係る費用は、以下に示す順で支払われる。
1. 遺留品中に現金や有価証券があればそれを取扱費用に充てる。
2. 遺留金銭で足りなければ、行旅死亡人が発見された地の市町村費をもって立て替える。
3. 相続人が判明した場合、相続人に市町村費から支出した取扱費用の弁償を請求する。
請求方法は市町村税の滞納処分の方法に準ずる。
4. 相続人がいないか、相続人による弁償ができない場合、死亡人の扶養義務を履行すべき者に請求する。
5. 公告後60日を経てもなお弁償されない場合、当該市町村は遺留品を売却して売却益を弁償に充てることができる。
遺留物件に対して債権者の先取特権があっても、それに優先して処理を行うことができる。
6. 最終的に弁償されなかった取扱費用は、行旅死亡人の取扱いを行った地の都道府県がこれを弁償する。
ただし、指定都市及び中核市は行旅死亡人の取扱いに関して都道府県に準ずる扱いを受ける[1]ため、取扱費用を都道府県に請求することはできない。

発見された状態を問わないため、一般的に考えられる「行き倒れ」のイメージと異なる公告も多く見られる。
- 住居にて発見された遺体（いわゆる孤独死）や、遺留品中に身分証明書があった場合でも、本人と断定できなければ、行旅死亡人として取り扱われる。
- 棄児が発見された場合、発見の報告を受けた市町村長は戸籍法第57条に基づき氏名と本籍を与えることとされるが、遺体にて発見された場合も同様の措置が取られ（同、第58条に基づく）、その事実並びに与えられた氏名と本籍が行旅死亡人の公告中に記載されることがある。
- 年代の古い遺体の扱いは都道府県によりまちまちであり、考古学調査等で地下から発掘された人骨が死亡推定日時を「戦国時代から明治時代初期」「遺棄から100年は経過していると見られる」などとして公告されることもある。
- 2001年の九州南西海域工作船事件において沈没し、後に引き上げられた工作船内から発見された遺体は、行旅死亡人として処理された。この他にも、船内で死亡した密航者が、入港地で行旅死亡人として公告されることがある。

なお、本人の身元が判明した場合でも、「死体の埋葬又は火葬を行う者がないとき又は判明しないとき」は、墓地埋葬法第9条に基づき、行旅死亡人と同様に地方公共団体の取り扱いとなる。
なお、行旅死亡人といっても一概に身元不明の人ばかりではなく、著名人でも行き倒れ、もしくは身投げで発見当時に身元がわからない場合公告が行われるケースが稀に存在する。映画祭で受賞経験がある著名な映画監督の池田敏春も海で水死し、遺体に身分が分かるものがなかったために公告された。

## 法律の下での身分
行旅病人及行旅死亡人取扱法での行旅死亡人の定義は第1条で「行旅死亡人ト称スルハ行旅中死亡シ引取者ナキ者ヲ謂フ」とあり、また2項に「住所、居所若ハ氏名知レス且引取者ナキ死亡人ハ行旅死亡人ト看做ス」とあるので、行旅中に死亡し遺体の引き取り手が存在しない場合、もしくは本人の氏名または本籍地・住所などが判明しない人で、かつ遺体の引き取り手が存在しない場合、行旅死亡人として取り扱われる。

## 関連する資料
写真家の細川文昌が、2002年に発表した写真集『アノニマスケイプ：こんにちは二十世紀（ANONYMOUS SCAPES：HELLO, THE TWENTIETH CENTURY）』は、20世紀の100年間、すなわち1901年から2000年まで1年につき1件ずつの公告が選び出され、行旅死亡人が発見された場所の現在の風景写真と、当時の官報に掲載されていた公告の複製写真とが、同一ページ上に並ぶ作品として出版された。
行旅死亡人が発見された場所の現在の風景と、その発見当時の状況を記録する地方官吏の手による詳細な文章との対比が20世紀の一部分を象徴していると云われる。それらの面などが評価され、「フィリップモリスK.K.アートアワード2002大賞」受賞作となった。
行旅死亡人の統計はないが、長野大学社会福祉学部の鈴木忠義は長野大学紀要第36巻第2号で、官報掲載の 「行旅死亡人の公告」記事を集計し、2000～2012年の行旅死亡人公告件数と2005～2009年の性別（推定）、死亡場所別（推定）、死因別（推定）、公告自治体(都道府県)別の年次推移を発表した。
2000年は1,194件であったが、2005年以降は、行旅死亡人公示件数1,000件を割り、2012年は724件であった。2000年代後半では、性別（2005～2009年の合計）では、男性が約8割である。死亡場所別（2005～2009年の合計）では、「山林・雑木林」・「河川・ 沢・池・湖」・「海中」が約46%（1,879件）を占めており、自殺との関連性がうかがえる。死因別（2005～2009年の合計）では、不明・不詳または記載なし（2,582件、全体の約63.1%）を除くと、自殺とみられる死亡（「首吊り・縊死」、「溺死・ 水死」、「轢死（鉄道事故）」、「焼死・感電死」、「飛び降り・転落死」、「窒息死」、「中毒死」、「自殺（その他）」の合計）は1,140件（全体の約27.8%）と多かった。次いで、傷病によるとみられる死亡（「外因死（負傷など）」、「内因死（病死など）」 の合計）は291件（全体の約7.1%）、生活困窮によるとみられる死亡（「凍死・寒冷死」、「飢餓死」、「衰弱死」の合計）は57件（全体の約1.4%）、事件・事故によるとみられる死亡（「遺棄死」、「交通事故」の合計）は21件（全体の約0.5%）であった。